# 第三次兵備
第三次兵備（だいさんじへいび）とは、大日本帝国陸軍が太平洋戦争末期の1945年5月23日に実施した大規模な兵力増強である。通常、師団を増やすような大きな兵備計画は年度ごとに計画・実施されるが、1945年にはそれが2月、4月、5月と三回あったため、それぞれ第一次兵備、第二次兵備、第三次兵備と呼ぶ。
機動打撃師団8個、沿岸配備師団11個の計19個師団・独立混成旅団15個を新設したが、所属した歩兵連隊は3個で、第一次兵備の沿岸配備師団と較べても兵数・火力ともに劣っていた。また、計画された兵器・人員の定数も充たされないままに終戦を迎えた。

## 機動打撃師団

### 第221師団
- 通称号：「天龍」
- 編成地：長野／補充担任：長野師管区
- 師団長：永沢三郎中将（1945年7月5日 - 終戦[1]）
- 最終上級部隊：第51軍
- 最終位置：茨城県鹿島
- 歩兵第316連隊
- 歩兵第317連隊
- 歩兵第318連隊

### 第222師団
- 通称号：「八甲」
- 編成地：弘前／補充担任：弘前師管区
- 師団長：笠原嘉兵衛中将（1945年6月1日 - 終戦[1]）
- 最終上級部隊：第11方面軍
- 最終位置：岩手県
- 歩兵第307連隊
- 歩兵第308連隊
- 歩兵第309連隊

### 第224師団
- 通称号：「赤穂」
- 編成地：広島／補充担任：広島師管区
- 師団長：河村参郎中将（1945年7月5日 - 終戦[2]）
- 最終上級部隊：第54軍
- 最終位置：広島
- 歩兵第340連隊 - 広島市にあったため、第59軍並びに留守第5師団と共に被爆直後の広島市民に対する救護活動を担当。
- 歩兵第341連隊
- 歩兵第342連隊

### 第225師団
- 通称号：「金剛」
- 編成地：大阪／補充担任：大阪師管区
- 師団長：落合鼎五中将（1945年6月1日 - 終戦[2]）
- 最終上級部隊：第15方面軍
- 最終位置：兵庫県龍野
- 歩兵第343連隊
- 歩兵第344連隊
- 歩兵第345連隊

### 第229師団
- 通称号：「北越」
- 編成地：金沢／補充担任：金沢師管区
- 師団長：石野芳男中将（1945年6月2日 - 終戦[2]）
- 参謀長：吉田嘉久中佐（1945年5月24日 - 終戦[3]）
- 最終上級部隊：第13方面軍
- 最終位置：石川県津幡
- 歩兵第334連隊
- 歩兵第335連隊
- 歩兵第336連隊

### 第230師団
- 通称号：「総武」
- 編成地：東京／補充担任：東京師管区
- 師団長：中西貞喜中将（1945年6月1日 - 終戦[2]）
- 最終上級部隊：第59軍
- 最終位置：岡山
- 歩兵第319連隊
- 歩兵第320連隊
- 歩兵第321連隊

### 第231師団
- 通称号：「大国」
- 編成地：広島／補充担任：広島師管区
- 師団長：村田孝生中将（1945年6月1日 - 終戦[2]）
- 最終上級部隊：第59軍
- 最終位置：山口
- 歩兵第346連隊
- 歩兵第347連隊
- 歩兵第348連隊

### 第234師団
- 通称号：「利根」
- 編成地：東京／補充担任：東京師管区
- 師団長：永野亀一郎中将（1945年7月5日 - 終戦[2]）
- 参謀長：鳥羽悟大佐（1945年7月5日 - 終戦[4]）
- 最終上級部隊：第52軍
- 最終位置：千葉県八日市場
- 歩兵第322連隊
- 歩兵第323連隊
- 歩兵第324連隊

## 沿岸配備師団

### 第303師団
- 通称号：「高師」
- 編成地：名古屋／補充担任：名古屋師管区
- 師団長：
  - 石田栄熊中将（1945年6月1日 - 1945年8月27日[2]）
  - 野副昌徳中将（1945年8月27日[2] - ）
- 最終上級部隊：第40軍
- 最終位置：鹿児島県川内
- 歩兵第337連隊
- 歩兵第338連隊
- 歩兵第339連隊

### 第308師団
- 通称号：「岩木」
- 編成地：弘前／補充担任：弘前師管区
- 師団長：朝野寅四郎中将（1945年6月1日 - 終戦[2]）
- 参謀長：小林市三中佐（1945年6月1日 - 終戦[5]）
- 最終上級部隊：第50軍
- 最終位置：青森県野辺地
- 歩兵第310連隊
- 歩兵第311連隊
- 歩兵第312連隊

### 第312師団
- 通称号：「千歳」
- 編成地：久留米／補充担任：久留米師管区
- 師団長：多田保中将（1945年6月1日 - 終戦[2]）
- 参謀長：羽場光大佐（1945年6月1日 - 終戦[6]）
- 最終上級部隊：第56軍
- 最終位置：佐賀県伊万里
- 歩兵第358連隊
- 歩兵第359連隊
- 歩兵第360連隊

### 第316師団
- 通称号：「山城」
- 編成地：京都／補充担任：京都師管区
- 師団長：柏徳中将（1945年7月5日 - 終戦[2]）
- 参謀長：熊谷則正大佐（1945年7月5日 - 終戦[7]）
- 最終上級部隊：第53軍
- 最終位置：神奈川県伊勢原
- 歩兵第349連隊
- 歩兵第350連隊
- 歩兵第351連隊

### 第320師団
- 通称号：「宣武」
- 編成地：京城／補充担任：京城師管区
- 師団長：八隅錦三郎中将
- 最終上級部隊：第17方面軍
- 最終位置：釜山
- 歩兵第361連隊
- 歩兵第362連隊
- 歩兵第363連隊

### 第321師団
- 通称号：「磯」
- 編成地：東京／補充担任：東京師管区
- 師団長：矢崎勘十中将（1945年6月1日 - 終戦[2]）
- 参謀長：鵜飼仁大佐（1945年6月1日 - 終戦[8]）
- 最終上級部隊：第12方面軍
- 最終位置：伊豆大島
- 歩兵第325連隊
- 歩兵第326連隊
- 歩兵第327連隊

### 第322師団
- 通称号：「磐梯」
- 編成地：仙台／補充担任：仙台師管区
- 師団長：
  - 深堀游亀中将（1945年7月5日 - 1945年8月19日[2]）
  - （心得）中村忠英少将（1945年8月19日[2] - ）
- 参謀長：福間桟也中佐（1945年7月5日 - 終戦[9]）
- 最終上級部隊：第11方面軍
- 最終位置：宮城県大河原
- 歩兵第313連隊
- 歩兵第314連隊
- 歩兵第315連隊

### 第344師団
- 通称号：「剣山」
- 編成地：善通寺／補充担任：善通寺師管区
- 師団長：横田豊一郎中将（1945年6月1日 - 終戦[2]）
- 参謀長：福山芳夫大佐（1945年5月30日 - 終戦[10]）
- 最終上級部隊：第55軍
- 最終位置：高知県宿毛
- 歩兵第352連隊
- 歩兵第353連隊
- 歩兵第354連隊

### 第351師団
- 通称号：「赤城」
- 編成地：宇都宮／補充担任：宇都宮師管区
- 師団長：藤村謙中将（1945年6月1日 - 終戦[2]）
- 参謀長：西山勝中佐（1945年6月1日 - 終戦[6]）
- 最終上級部隊：第56軍
- 最終位置：福岡県福間
- 歩兵第328連隊
- 歩兵第329連隊
- 歩兵第330連隊

### 第354師団
- 通称号：「武甲」
- 編成地：東京／補充担任：東京師管区
- 師団長：山口信一中将（1945年6月1日 - 終戦[2]）
- 参謀長：吉橋健児中佐（1945年5月24日 - 終戦[11]）
- 最終上級部隊：東京湾兵団
- 最終位置：千葉県丸山
- 歩兵第331連隊
- 歩兵第332連隊
- 歩兵第333連隊

### 第355師団
- 通称号：「那智」
- 編成地：姫路／補充担任：大阪師管区
- 師団長：武田寿中将（1945年7月5日 - 終戦[2]）
- 参謀長：野口欣一大佐（1945年7月5日 - 終戦[12]）
- 最終上級部隊：第54軍
- 最終位置：姫路
- 歩兵第355連隊
- 歩兵第356連隊
- 歩兵第357連隊

## 独立混成旅団

### 独立混成第113旅団
- 通称号：「瑞光」[9]
- 編成地：仙台／補充担任：仙台師管区・弘前師管区[13]
- 旅団長：亀川良夫少将（1945年7月5日 - 終戦[9]）
- 最終上級部隊：第11方面軍
- 最終位置：福島県平
- 独立歩兵第685大隊（計画部隊）
- 独立歩兵第686大隊（計画部隊）
- 独立歩兵第887大隊（計画部隊）
- 独立歩兵第688大隊（計画部隊）
- 独立歩兵第689大隊（計画部隊）
- 旅団砲兵隊（計画部隊）
- 旅団工兵隊（計画部隊）
- 旅団通信隊（計画部隊）

### 独立混成第114旅団
- 通称号：「房」[11]
- 編成地：長野／補充担任：長野師管区
- 旅団長：簗瀬真琴少将（1945年6月1日 - 終戦[14]）
- 最終上級部隊：東京湾兵団
- 最終位置：神奈川県横須賀
- 独立歩兵第690大隊
- 独立歩兵第691大隊
- 独立歩兵第692大隊
- 独立歩兵第693大隊
- 独立歩兵第694大隊
- 独立歩兵第695大隊
- 旅団砲兵隊
- 旅団工兵隊
- 旅団通信隊

### 独立混成第115旅団
- 通称号：「建」[15]
- 編成地：宇都宮／補充担任：宇都宮師管区
- 旅団長：相葉健少将（1945年6月1日 - 終戦[15]）
- 最終上級部隊：第51軍
- 最終位置：茨城県芝崎
- 独立歩兵第696大隊
- 独立歩兵第697大隊
- 独立歩兵第698大隊
- 独立歩兵第699大隊
- 独立歩兵第700大隊
- 独立歩兵第701大隊
- 旅団砲兵隊
- 旅団工兵隊
- 旅団通信隊

### 独立混成第116旅団
- 通称号：「建」[16]
- 編成地：宇都宮／補充担任：宇都宮師管区
- 旅団長：岩根清夫少将（1945年7月5日 - 終戦[15]）
- 最終上級部隊：第51軍
- 最終位置：茨城県鉾田町
- 独立歩兵第702大隊（未編制）[17]
- 独立歩兵第703大隊（未編制）
- 独立歩兵第704大隊（未編制）
- 独立歩兵第705大隊（未編制）
- 独立歩兵第706大隊（未編制）
- 旅団砲兵隊（未編制）
- 旅団工兵隊（未編制）
- 旅団通信隊（未編制）

### 独立混成第117旅団
- 通称号：「東部」[7]
- 編成地：東京／補充担任：東京師管区
- 旅団長：平桜政吉少将（1945年7月5日 - 終戦[7]）
- 最終上級部隊：第53軍
- 最終位置：静岡県沼津
- 独立歩兵第707大隊
- 独立歩兵第708大隊
- 独立歩兵第709大隊
- 独立歩兵第710大隊
- 独立歩兵第711大隊
- 独立歩兵第712大隊
- 旅団砲兵隊
- 旅団工兵隊
- 旅団通信隊

### 独立混成第118旅団
- 通称号：「堅塁」[18]
- 編成地：大分県佐賀関／補充担任：西部軍管区・長野師管区・久留米師管区[19]
- 旅団長：内山隆道少将（1945年7月5日 - 終戦[18]）
- 参謀：菅村好治少佐（1945年8月6日 - 終戦[18]）
- 最終上級部隊：第16方面軍
- 最終位置：大分県佐賀関
- 独立歩兵第713大隊
- 独立歩兵第714大隊
- 独立歩兵第715大隊
- 独立歩兵第716大隊
- 独立歩兵第717大隊
- 旅団砲兵隊
- 旅団工兵隊
- 旅団通信隊
- 重砲兵第18連隊：矢野穆彦大佐（1945年6月5日 - 終戦[18]）

### 独立混成第119旅団
- 通称号：「東旭」[12]
- 編成地：名古屋／補充担任：名古屋師管区[20]
- 旅団長：伊東説少将（1945年6月1日 - 終戦[12]）
- 最終上級部隊：第54軍
- 最終位置：静岡県浜岡町
- 独立歩兵第718大隊
- 独立歩兵第719大隊
- 独立歩兵第720大隊
- 独立歩兵第721大隊
- 独立歩兵第722大隊
- 旅団砲兵隊
- 旅団工兵隊
- 旅団通信隊

### 独立混成第120旅団
- 通称号：「東天」[12]
- 編成地：名古屋／補充担任：名古屋師管区[21]
- 旅団長：加治武雄少将（1945年7月8日 - 終戦[12]）
- 最終上級部隊：第54軍
- 最終位置：静岡県浜岡町
- 独立歩兵第723大隊
- 独立歩兵第724大隊
- 独立歩兵第725大隊
- 独立歩兵第726大隊
- 独立歩兵第727大隊
- 旅団砲兵隊
- 旅団工兵隊
- 旅団通信隊

### 独立混成第121旅団
- 通称号：「菊水」[22]
- 編成地：徳島／補充担任：四国軍管区[23]
- 旅団長：横井忠道少将（1945年6月1日 - 終戦[22]）
- 最終上級部隊：第55軍
- 最終位置：徳島県勝浦郡[24]
- 独立歩兵第728大隊：金光寿夫大尉[22]
- 独立歩兵第729大隊：山下康之大尉[22]
- 独立歩兵第730大隊：長岡好三郎少佐[22]
- 独立歩兵第731大隊：坂本義三少佐[22]
- 独立歩兵第732大隊：樋口欣二少佐[22]
- 旅団砲兵隊：山西角太郎大尉[22]
- 旅団工兵隊：武田良文大尉[22]
- 旅団通信隊：矢内勉大尉[22]

### 独立混成第122旅団
- 通称号：「堅城」[18]
- 編成地：長崎／補充担任：大阪師管区・久留米師管区[25]
- 旅団長：谷口元治郎中将（1945年7月8日 - 終戦[18]）
- 最終上級部隊：第16方面軍
- 最終位置：長崎県
- 独立歩兵第733大隊
- 独立歩兵第734大隊
- 独立歩兵第735大隊
- 独立歩兵第736大隊
- 独立歩兵第737大隊：橋本盛四郎大佐[18]
- 旅団砲兵隊
- 旅団工兵隊
- 旅団通信隊
- 重砲兵第17連隊長：松岡啓正大佐[26]

### 独立混成第123旅団
- 通称号：「紀伊」[27]
- 編成地：大阪／補充担任：大阪師管区[28]
- 旅団長：金岡正忠少将（1945年7月5日 - 終戦[27]）
- 最終上級部隊：第15方面軍
- 最終位置：和歌山県御坊
- 独立歩兵第738大隊
- 独立歩兵第739大隊
- 独立歩兵第740大隊
- 独立歩兵第741大隊
- 独立歩兵第742大隊
- 独立歩兵第743大隊
- 旅団砲兵隊
- 旅団工兵隊
- 旅団通信隊
- 独立混成第38連隊長：得平操中佐[27]

### 独立混成第124旅団
- 通称号：「鬼城」[29]
- 編成地：岡山／補充担任：中国軍管区[30]
- 旅団長：石井信少将（1945年7月5日 - 終戦[29]）
- 最終上級部隊：第15方面軍
- 最終位置：山口県小串
- 独立歩兵第744大隊
- 独立歩兵第745大隊
- 独立歩兵第746大隊
- 独立歩兵第747大隊
- 独立歩兵第748大隊
- 旅団砲兵隊
- 旅団工兵隊
- 旅団通信隊

### 独立混成第125旅団
- 通称号：「敬天」[31]
- 編成地：鹿児島／補充担任：熊本師管区[32]
- 旅団長：倉橋尚少将（1945年6月1日 - 終戦[31]）
- 参謀：島田典夫少佐[31]
- 最終上級部隊：第40軍
- 最終位置：鹿児島県指宿町
- 独立歩兵第749大隊：向井敬一少佐[31]
- 独立歩兵第750大隊：渋谷仁太少佐[31]
- 独立歩兵第751大隊：安藤定吉少佐[31]
- 独立歩兵第752大隊：末富猛少佐[31]
- 独立歩兵第753大隊：浜崎富士雄少佐[31]
- 独立歩兵第754大隊：高萩重四郎少佐[31]
- 旅団砲兵隊：中山司徒司少佐[31]
- 旅団工兵隊
- 旅団通信隊
- 旅団衛生隊

### 独立混成第126旅団
- 通称号：「敬忠」[26]
- 編成地：熊本／補充担任：熊本師管区[33]
- 旅団長：林勇蔵少将（1945年6月1日 - 終戦[26]）
- 参謀：大元重夫少佐[31]
- 最終上級部隊：第16方面軍
- 最終位置：熊本県天草
- 独立歩兵第755大隊
- 独立歩兵第756大隊
- 独立歩兵第757大隊
- 独立歩兵第758大隊
- 独立歩兵第759大隊
- 旅団砲兵隊
- 旅団工兵隊
- 旅団通信隊

### 独立混成第127旅団
- 通称号：「壮図」[34]
- 編成地：京城／補充担任：朝鮮軍管区[35]
- 旅団長：坂井武少将（1945年6月1日 - 終戦[26]）
- 参謀：大元重夫少佐[34]
- 最終上級部隊：第17方面軍
- 最終位置：釜山
- 独立歩兵第760大隊
- 独立歩兵第761大隊
- 独立歩兵第762大隊
- 独立歩兵第763大隊
- 独立歩兵第764大隊
- 旅団砲兵隊
- 旅団工兵隊
- 旅団通信隊